# Gråsjähällan
Gråsjähällan is een Zweedse eiland behorend tot de Pite-archipel. Het heeft geen oeververbinding en is onbewoond / onbebouwd. Het eiland maakt deel uit van het Patta Peken Natuurreservaat, het mag in de maanden mei, juni en juli niet benaderd worden.